# Günther Uecker
Günther Uecker (Wendorf, 13 de marzo de 1930-Düsseldorf, 10 de junio de 2025) fue un pintor y escultor alemán. Su obra se encuadra en el movimiento Op-art. 

## Biografía
En 1961, Uecker formó parte del grupo artístico ZERO, capitaneado por Heinz Mack y Otto Piene. 

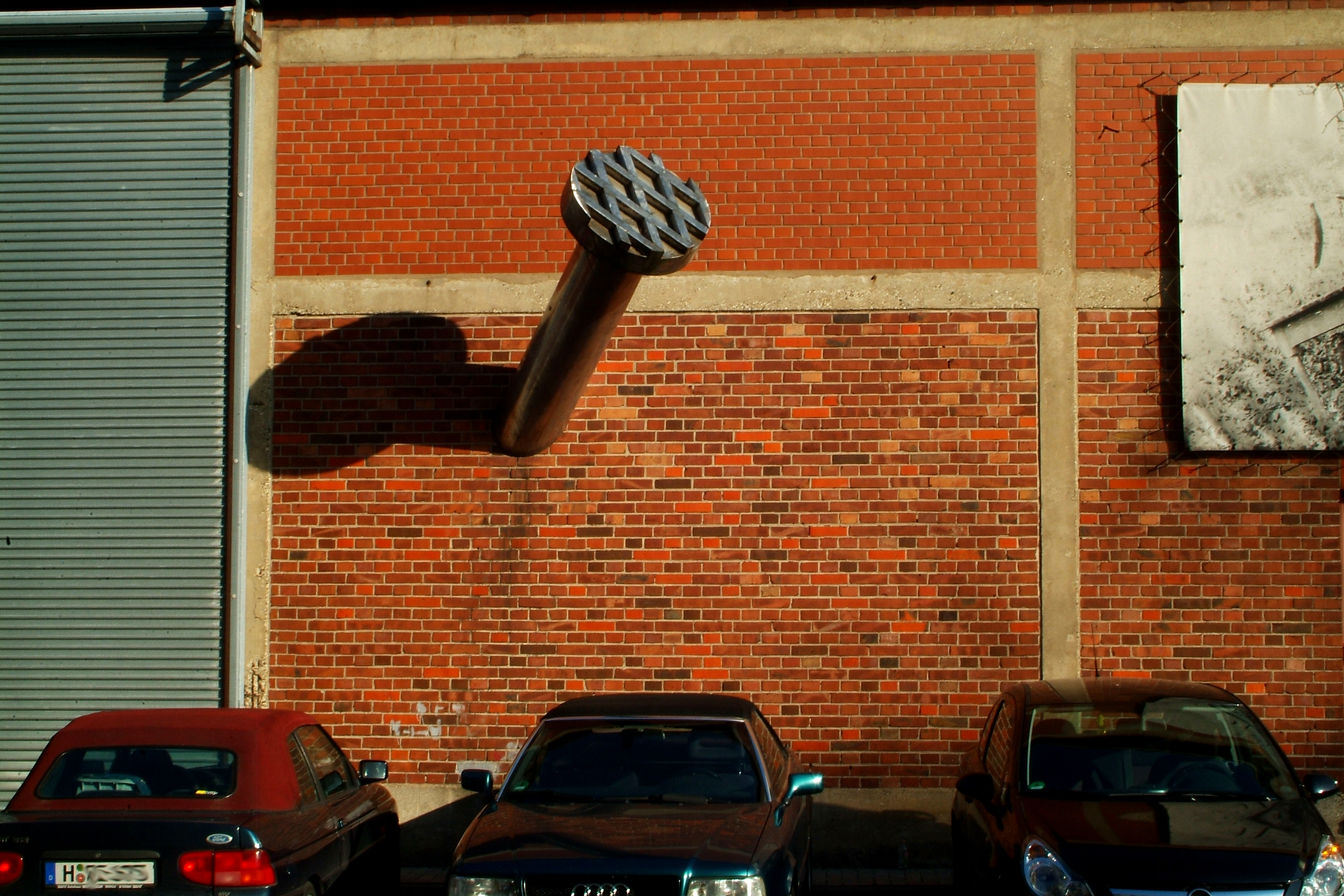
Escultura de Uecker

En 1970, representó a Alemania en la Bienal de Venecia. La Calderara Foundation Collection (Milán), la Courtauld Institute of Art (Londres), la Honolulu Academy of Arts, el Schleswig-Holstein Museums (Alemania), el Van Abbemuseum (Países Bajos), y el Walker Art Center (Minnesota) albergan obras de Günther Uecker

## Bibliografía

Uecker fotografiado por Oliver Mark, Düsseldorf 2011